# 万雅讷河畔圣莫里斯
万雅讷河畔圣莫里斯（法語：Saint-Maurice-sur-Vingeanne，法語發音：[sɛ̃ moʁis syʁ vɛ̃ʒan]）是法国科多尔省的一个市镇，属于第戎区。

## 地理
万雅讷河畔圣莫里斯（47°34'43"N, 5°24'30"E）面积17.38 平方千米，位于法国勃艮第-弗朗什-孔泰大區科多尔省，该省份为法国中东部省份，北起奥布省，西接涅夫勒省和约讷省，南至索恩-卢瓦尔省，东南接汝拉省，东临上索恩省，东北部与上马恩省接壤。
与万雅讷河畔圣莫里斯接壤的市镇（或旧市镇、城区）包括：奥兰、绍姆和库尔尚、方丹弗朗赛斯、蒙蒂尼-莫尔奈-万雅讷河畔新城、大佩尔塞。

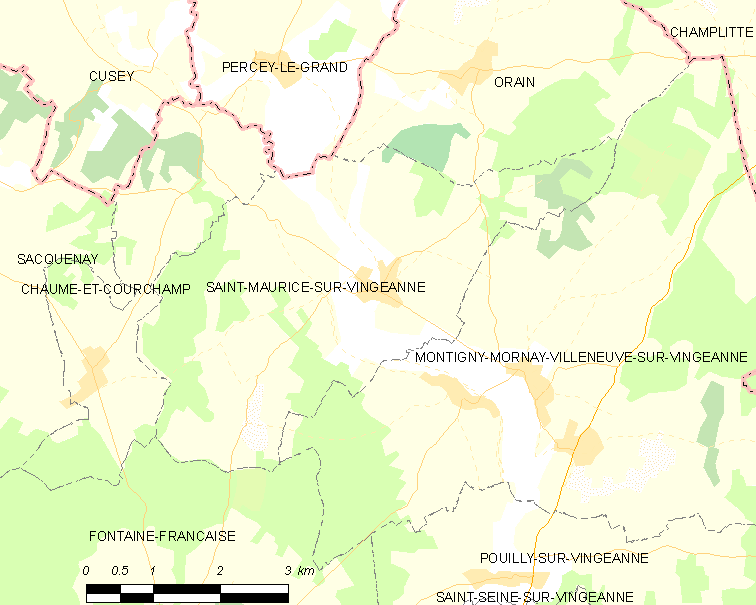
万雅讷河畔圣莫里斯的OSM定位图

万雅讷河畔圣莫里斯的时区为UTC+01:00、UTC+02:00（夏令时）。

## 行政
万雅讷河畔圣莫里斯的邮政编码为21610，INSEE市镇编码为21562。

## 政治
万雅讷河畔圣莫里斯所属的省级选区为圣阿波利奈尔县。

## 人口

1962-2008年间万雅讷河畔圣莫里斯人口变化图示

万雅讷河畔圣莫里斯于2022年1月1日时的人口数量为198人。